# Matca
Matca község Galați megyében, Moldvában, Romániában.

## Fekvése
A megye középső részén, Tecucitól nyugatra helyezkedik el, tőle 10 km-re, a Corozel patak mentén, mely nyáron gyakran teljesen kiszárad. A megyeszékhelytől, Galați-tól 88 km-re található.

## Története
Mint település első említése 1864-ből való. A falu 1951-ig Tecuci megye része volt.

## Külső hivatkozások
- A település honlapja